# Досан
Досан (каз. Досан) — село в Кызылординской области Казахстана. Находится в подчинении городской администрации Кызылорды. Входит в состав Косшынырауского сельского округа. Код КАТО — 431039200.

## Население
В 1999 году население села составляло 193 человека (100 мужчин и 93 женщины). По данным переписи 2009 года, в селе проживало 357 человек (173 мужчины и 184 женщины).